# José Varzeano
António Miguel Ascensão Nunes (José Varzeano) (Várzea (Santarém), 1938 – Peniche, 30 de Maio de 2014) foi um escritor, investigador e divulgador da História e da Cultura do Nordeste Algarvio e do Ribatejo.

## Família
Nasceu em 1938 na freguesia da Várzea, concelho de Santarém. Filho de José Nunes e de Henriqueta Ascensão Nunes. Casou com Maria Isabel do Rosário nascida em Alcoutim. Pai de José Miguel do Rosário Nunes e tem uma neta.

## Percurso académico e profissional
- Curso Liceal no Liceu de Santarém.

- Tesoureiro das Finanças e da Câmara Municipal de Alcoutim a partir de 1967.

- Tesoureiro das Finanças em Peniche em 1978.

## Motivação
Apesar de não ter formação especifica, o gosto pela escrita já vinha da juventude, quando fez parte da redação do Jornal Mural da Associação Académica de Santarém.:11
Em Alcoutim impressionaram-no e despertaram a sua curiosidade:
- A fronteira do concelho com Espanha de 25 km pelo Rio Guadiana; dois castelos do lado português (o Castelo de Alcoutim e o Castelo Velho de Alcoutim), à vista do Castelo de Sanlúcar de Guadiana , a evocarem as lutas com os Sarracenos e com Castela.

- Que no Castelo de Alcoutim tinha sido assinado o Tratado de Alcoutim (ou Pazes de Alcoutim) da 1ª Guerra com Castela, no reinado de D. Fernando.

- O seu interesse pela história e cultura locais levaram-no ao estudo da história do concelho, que aprofundou em domínios inéditos para os alcoutenejos.

- Logo em 29/09/1978, no Jornal do Algarve, escreveu sobre: Brasão de Armas[3]; a história dos Menezes, Condes de Alcoutim e Marqueses de Vila Real e Governadores de Ceuta, onde um deles tem uma estátua; o fim deste Condado, na sequência da Restauração da Independência e o arresto dos seus bens para a Casa do Infantado[4].

Havia uma total ausência de estudos e, na procura de respostas, dedicou-se à investigação da história e de temas específicos do concelho, nos arquivos das Finanças, Câmara Municipal e da Santa Casa da Misericórdia; recolheu histórias orais das atividades, festas, feiras, mercados e lendas, além de visitar templos e vestígios de outros povos. 

## Compilação e Divulgação
- Publicou em 1985, a única e notável monografia “Alcoutim Capital do Nordeste Algarvio”[2] onde descreve uma vastíssima quantidade de informação até aí dispersa, não conhecida e/ou não classificada, que dividiu em 5 partes: Aspetos Geográficos e Económicos; Dados Históricos e Documentais; Notas Etnográficas e Folclóricas; Alcoutinenses de Destaque; e Roteiro pelo Concelho.

Esta monografia constitui fonte de saber para investigadores particulares e/ou universitários. Tem exemplares nas: Biblioteca Publica Municipal Porto, Biblioteca Nacional de Portugal (BNP), C. M. Cascais, Fundação Calouste Gulbenkian, Agência Portuguesa de Ambiente, Campo Arqueológico de Mértola, Universidade do Algarve e, como toda a sua obra, na Biblioteca (não informatizada) da Câmara Municipal de Alcoutim.
- Elaborou e publicou monografia da freguesia de Pereiro (Alcoutim), com exemplar na BNP.

- Elaborou e publicou monografia da freguesia da Várzea (Santarém), com exemplares na BNP, Biblioteca Pública Municipal do Porto e da Universidade de Coimbra.

- Divulgou conhecimento das sua pesquisas em Jornais Regionais. Aqui e em todas as futuras publicações passou a usar o nome “José Varzeano” recordando a sua freguesia natal.

- Valorizava muito a imagem, ilustrando as capas das suas obras (por exemplo a imagem de capa 'Alcoutim - Capital do Noroeste Algarvio'[2]) ou os seus textos com fotos, desenhos, pinturas a óleo, aguarela ou carvão de sua autoria.

- Administrou e foi o principal autor das postagens do blogue - Alcoutim Livre,[1] onde garantiu durante 5 anos, em 80% dos dias, a publicação de textos com temas de história e ciências sociais do concelho.

- Administrou e foi o principal autor do blogue - Correio das Lembranças, onde republicava artigos que escrevera para o jornal Correio do Ribatejo.[5]

## Obras Publicadas
- Alcoutim, Capital do Nordeste Algarvio (subsídios para uma monografia), Edição da Câmara Municipal de Alcoutim, 1985.[2]

- Alcoutim, Visto através das Posturas Municipais (1834/1858), Edição da Câmara Municipal de Alcoutim, 1989.

- Saúde e Assistência em Alcoutim no séc. XIX, Edição da Câmara Municipal de Alcoutim,1993.
- A Freguesia da Várzea (do concelho de Santarém) – Achegas para uma monografia, Edição da Junta de Freguesia da Várzea, 2005
- 50º Aniversário do Grupo Desportivo de Alcoutim, Edição do Grupo Desportivo de Alcoutim[6], 1998
- A Freguesia do Pereiro (Alcoutim) «do passado ao presente», Edição da Junta de Freguesia do Pereiro, 2007
- Espólio em Livros Encadernados – Deixou em papel 20 volumes de formato A5, constituindo 6 638 páginas que correspondem a 1 485 mensagens publicadas no Blogue Alcoutim Livre.
- Blogue Alcoutim Livre.[1]
- Blogue Correio das Lembranças.[5]

## Colaboração em Jornais
Interessando a região de cada jornal os temas abordados divulgavam as suas pesquisas.
- Jornal do Algarve e no seu Magazine.
- Jornal do Baixo Guadiana.
- Jornal Escrito (suplemento que foi do Postal do Algarve, Diário do Sul, Notícias do Algarve e de O Algarve).
- O Distrito de Faro, e na revista de cultura algarvia, STILUS, da AJEA, (Associação de Jornalistas e Escritores do Algarve).
- Jornal de Tondela.
- Notícias de Tondela.
- Correio do Ribatejo.
- Jornal RAIZ online.

## Distinções/Homenagens
Em 12 setembro de 2014, no Dia do Município, a Câmara Municipal de Alcoutim atribuiu a título póstumo, a António Miguel Ascensão Nunes, a medalha de mérito municipal de grau ouro, na área da cultura e investigação histórica, recebida por sua viúva e filho. 

## Reconhecimento da notoriedade da obra
Tornou-se reconhecidamente uma das pessoas mais conhecedora do concelho de Alcoutim. A obra de divulgação, sobretudo as monografias, aumentaram a autoestima e são um dos orgulhos dos Alcoutenejos. Ninguém, que queira estudar e escrever sobre o Nordeste Algarvio ou do Baixo Guadiana, dispensa como fonte bibliográfica José Varzeano.
Exemplos de obras que citam José Varzeano ou António Miguel de Ascensão Nunes:
- BOTO, Raquel Susana de Carvalho, 2018, "Reabilitação urbana da vila de Alcoutim: proposta de criação de uma rede integrada de alojamento como estratégia de turismo sustentável em áreas de baixa densidade", (tese de mestrado) (link);
- FERREIRA, Manuela Barros, Língua e Cultura na Fronteira Norte-Sul. Bibliografia(link);
- FREITAS, Miguel, Cacela Velha, Odeleite, Vaqueiros, e  Cachopo, CCDR(link);
- GARCIA, João Carlos, A Navegação no Baixo Guadiana Durante o Ciclo do Minério (1857-1917) (tese de doutoramento)(link);
- GRADIM, Alexandra, Alcoutim Urbano e Rural, 2006 – ISBN: 978-972-77266-1-5;
- Jorge Queiroz e Marta Santos, Cidade e Mundos Rurais - Tavira e as sociedades agrárias. Lisboa: Município de Tavira. ISBN 978-972-8705-38-1(link);;
- NOVA, Maria Manuela Neves Casinha, As Lendas do Sobrenatural da Região do Algarve (tese de doutoramento); Página 384(link);
- RESENDE, Ângela Marina Marques, Análise da Sustentabilidade do Uso Agroflorestal no concelho de Alcoutim, (tese de mestrado)(link);;
- RODRIGUES, João Tomas, Revisitação ao Contrabando nas Latitudes Históricas e Humanas do Nordeste Algarvio, 2018 – ISBN: 978-989-691-721-0(link);
- RODRIGUES, João Tomás, Monografia "O Contrabando no Baixo Guadiana - a Raia, as "Gentes" e as Dimensões da Sobrevivência"(link);
- ROSADO, Fernanda Mateus da Conceição, Sociedade e Mobilidade Social no Algarve Rural Oitocentista: A Freguesia de Martim Longo (Alcoutim), 1800-1910 (tese de mestrado)(link);
- Alcoutim terra de Fronteira, Edição Câmara Municipal de Alcoutim, 2010 – ISBN: 978-989-96911-1-7(link);
- Arquitetura no Algarve, Dos Primórdios à Atualidade, de José Manuel Fernandes e Ana Janeiro , Edição CCDR -Algarve  2005;
- Casa do Ferreiro, Alcoutim 2010 – ISBN: 978-989-96911-2-4(link);
- Catálogo do núcleo Museológico Dr. João Dias, 2013 - ISBN: 978-989-97987-1-7(link);
- História da Santa Casa da Misericórdia de Alcoutim (link)
- Os “Partidos Médicos” e os cuidados de saúde prestados aos doentes pobres nos municípios portugueses, José Abílio Coelho (link);
- Rota do Contrabandista  (link)

## Obra vista por leitores
- Amílcar Felício:  Até sempre ALCOUTIM LIVRE!
- José Carlos Vilhena Mesquita – Prefácio a “Freguesia da Várzea”; História e Cultura – A Alma e a Memória do Povo da Várzea.[8]

- José Miguel Rosário Nunes:  José Varzeano, um alcoutenejo de mão cheia
- Por ele próprio: Duas pequenas notas informativas [1]

## Falecimento
Morreu no dia 30 de maio de 2014. O seu funeral teve lugar em Peniche, onde se deslocaram o Presidente da Câmara e outros membros do Município de Alcoutim.